# Gustarvus Lightbourne Sports Complex
Gustarvus Lightbourne Sports Complex – wielofunkcyjny obiekt sportowy w Providenciales, na Turks i Caicos.